# Nigéria na Copa do Mundo FIFA de 2002
| Nigéria 27º lugar (eliminada na primeira fase) | Nigéria 27º lugar (eliminada na primeira fase) |
| ---------------------------------------------- | ---------------------------------------------- |
| \| Oficial \| Alternativo \|                   |                                                |
| Associação                                     | Associação de Futebol da Nigéria (NFA)         |
| Confederação                                   | CAF                                            |
| Participação                                   | 3ª                                             |
| Melhor resultado                               | 9º lugar (1994)                                |
| Treinador                                      | Festus Onigbinde                               |
| Oficial                                        | Alternativo                                    |

A Seleção Nigeriana de Futebol participou pela terceira vez da Copa do Mundo FIFA (a terceira consecutiva) depois de se classificar em primeiro lugar no Grupo B da fase final das eliminatórias africanas, que teve ainda Gana, Libéria, Serra Leoa e Sudão.
Com apenas um ponto de vantagem sobre a Libéria, com quem brigou pela vaga até a última rodada, as Super Águias, que tiveram Jo Bonfrere (técnico que levou a seleção à medalha de ouro nos Jogos Olímpicos de 1996) e Shaibu Amodu como treinadores durante o período (2000 a 2001), conseguiram a classificação com a vitória por 3 a 0 sobre Gana, gols de Victor Agali e Tijani Babangida.
A seleção venceu 6 partidas nas eliminatórias (uma na primeira fase de classificação e 5 na fase final), empatou um jogo e perdeu outros 2, marcando 19 gols e sofrendo apenas 3. Agali e Nwankwo Kanu foram os artilheiros nigerianos nas eliminatórias, com 4 gols cada.

## Jogadores convocados
Após o desempenho na Copa Africana de Nações, onde terminou em terceiro lugar (resultado considerado pela Associação de Futebol da Nigéria (atual Federação Nigeriana de Futebol) como "vergonhoso"), a Nigéria mudou de treinador: para o lugar de Shaibu Amodu, Festus Onigbinde, que havia comandado as Super Águias entre 1981 e 1984 e que exercia a chefia do departamento técnico da NFA, foi anunciado como seu sucessor. Antes da escolha, o porta-voz do Ministério dos Esportes, Victor Ireole, descartou a contratação de um treinador estrangeiro, afirmando que Onigbinde era "melhor indicado" para comandar a equipe.
Nos jogos de preparação, vários jogadores famosos da seleção, como Taribo West, Sunday Oliseh, Babangida e Finidi George, foram deixados de lado por Onigbinde, o que gerou críticas de outros atletas. Na convocação para a Copa do Mundo, o treinador convocou apenas 2 remanescentes da Copa de 1994: os meias Mutiu Adepoju, do Salamanca, e Jay-Jay Okocha, do Paris Saint-Germain. Além deles, outros 4 jogadores que atuaram na Copa de 1998 foram lembrados - Celestine Babayaro, Kanu, West e Garba Lawal. Porém, outros jogadores conhecidos não foram lembrados pelo treinador, como Oliseh (que anunciou sua aposentadoria do futebol de seleções após a decisão), Finidi George, Agali, Babangida, Wilson Oruma e Victor Ikpeba; Onigbinde, alegando que pretendia renovar o time, decidiu apostar em jogadores jovens na lista final, como Bartholomew Ogbeche, Femi Opabunmi (ambos com apenas 17 anos na época), Austin Ejide (18), Vincent Enyeama (19), Julius Aghahowa, Justice Christopher e John Utaka (todos com 20 anos).
Ndubuisi Egbo, Murphy Akanji, Yakubu Aiyegbeni e Pascal Ojigwe, que disputaram a Copa Africana de Nações, também foram preteridos na convocação.
| Número | Jogador             | Posição       | Clube                  |
| ------ | ------------------- | ------------- | ---------------------- |
| 1      | Ike Shorunmu        | Goleiro       | Luzern                 |
| 12     | Austin Ejide        | Goleiro       | Gabros International   |
| 22     | Vincent Enyeama     | Goleiro       | Enyimba                |
|        |                     |               |                        |
| 2      | Joseph Yobo         | Defensor      | Olympique de Marseille |
| 3      | Celestine Babayaro  | Defensor      | Chelsea                |
| 5      | Isaac Okoronkwo     | Defensor      | Shakhtar Donetsk       |
| 6      | Taribo West         | Defensor      | Kaiserslautern         |
| 13     | Rabiu Afolabi       | Defensor      | Standard de Liège      |
| 14     | Ifeanyi Udeze       | Defensor      | PAOK                   |
| 16     | Efe Sodje           | Defensor      | Crewe Alexandra        |
| 19     | Eric Ejiofor        | Defensor      | Maccabi Haifa          |
|        |                     |               |                        |
| 7      | Pius Ikedia         | Meio-campista | Ajax                   |
| 8      | Mutiu Adepoju       | Meio-campista | Salamanca              |
| 10     | Jay-Jay Okocha      | Meio-campista | Paris Saint-Germain    |
| 11     | Garba Lawal         | Meio-campista | Roda JC                |
| 15     | Justice Christopher | Meio-campista | Royal Antwerp          |
| 20     | James Obiorah       | Meio-campista | Lokomotiv Moscou       |
| 21     | John Utaka          | Meio-campista | Al-Sadd                |
| 23     | Femi Opabunmi       | Meio-campista | Shooting Stars         |
|        |                     |               |                        |
| 4      | Nwankwo Kanu        | Atacante      | Arsenal                |
| 9      | Bartholomew Ogbeche | Atacante      | Paris Saint-Germain    |
| 17     | Julius Aghahowa     | Atacante      | Shakhtar Donetsk       |
| 18     | Benedict Akwuegbu   | Atacante      | Shenyang Haishi        |

## Desempenho

### Derrotas para Argentina e Suécia e eliminação prematura
Sorteada no grupo F, com Argentina, Inglaterra e Suécia (considerado como o "grupo da morte"), a Nigéria iniciou a campanha perdendo por 1 a 0 para os argentinos, gol de Gabriel Batistuta após cobrança de escanteio. Com boas defesas, Shorunmu evitou uma goleada e foi o melhor jogador nigeriano na partida.
Durante o jogo, as Super Águias vestiram um uniforme verde-limão, mas com letras e números brancos, que dificultavam a identificação dos jogadores nas transmissões. Atendendo a um pedido das emissoras de TV, a FIFA pediu para que a seleção mudasse os kits.
Contra a Suécia, agora com o uniforme reserva (camisa branca, calção branco e meias brancas - todos com detalhes em verde), a Nigéria precidava da vitória ou um empate para manter suas chances de classificação. Kanu, um dos principais nomes do time, era dúvida por uma lesão no tornozelo, e Onigbinde colocou o atacante no banco de reservas para preservá-lo.
No primeiro tempo, após várias chances criadas pela Suécia, a Nigéria abriu o placar aos 27 minutos com Aghahowa, que na comemoração deu uma série de 7 cambalhotas. Este foi o único gol nigeriano na Copa, o que aumentou a pressão sueca em busca do empate, que veio aos 35 minutos com Henrik Larsson. 18 minutos da segunda etapa, o próprio Larsson fez o gol da virada sueca, de pênalti. 2 minutos depois, Kanu entrou no lugar de Babayaro, mas não evitou a derrota das Super Águias, que amargaram a eliminação. Após o jogo, Onigbinde afirmou que a seleção "teve azar" na derrota, enquanto em todo o território nigeriano, a queda da equipe provocou muita decepção.

### O último jogo
Sem chances de classificação, Festus Onigbinde afirmou que a seleção pretendia "jogar pela honra" contra a Inglaterra, enquanto Okocha pensou em anunciar sua aposentadoria da equipe Sem Kanu, o treinador mandou um time misto para enfrentar o English Team, que precisava apenas empatar para conseguir a vaga nas oitavas-de-final. No gol, Shorunmu foi sacado para a entrada de Enyeama, que posteriormente viria a ser um dos principais jogadores de seu país até 2015, enquanto Opabunmi tornou-se o terceiro jogador mais jovem a disputar o torneio, com 17 anos, 3 meses e 9 dias, superando o camaronês Salomon Olembé. A seleção voltaria a vestir o uniforme titular - desta vez, com letras e números pretos.
Em seu terceiro jogo oficial pela Nigéria, Enyeama segurou o 0 a 0 e garantiu o primeiro ponto da equipe na Copa, enquanto a Inglaterra garantiu sua vaga às oitavas.

## Pós-campanha
Após a campanha na Copa, West jogou a culpa da eliminação nigeriana no treinador, que rebateu alegando que o zagueiro era um "causador de confusões" e que dividia o elenco. Além de West, Shorunmu e Adepoju (que não jogou nenhuma partida) despediram-se da Seleção Nigeriana, enquanto Okocha ensaiou uma aposentadoria internacional, mas voltaria a defender a equipe em 2003, antes de sua saída definitiva, 3 anos depois.
Seis jogadores do elenco nigeriano ainda disputariam a Copa de 2010: Enyeama, Ejide, Joseph Yobo, Rabiu Afolabi (também não entrou em campo em 2002), Utaka e Kanu.